# Laboratoire Roger Bellon
Le laboratoire Roger Bellon est une entreprise de l'industrie pharmaceutique fondée en 1933 à Neuilly-sur-Seine (Hauts-de-Seine) par Roger Bellon. En 1993, elle fusionne avec Pharmuka pour donner naissance à l'entité Bellon.

## Historique

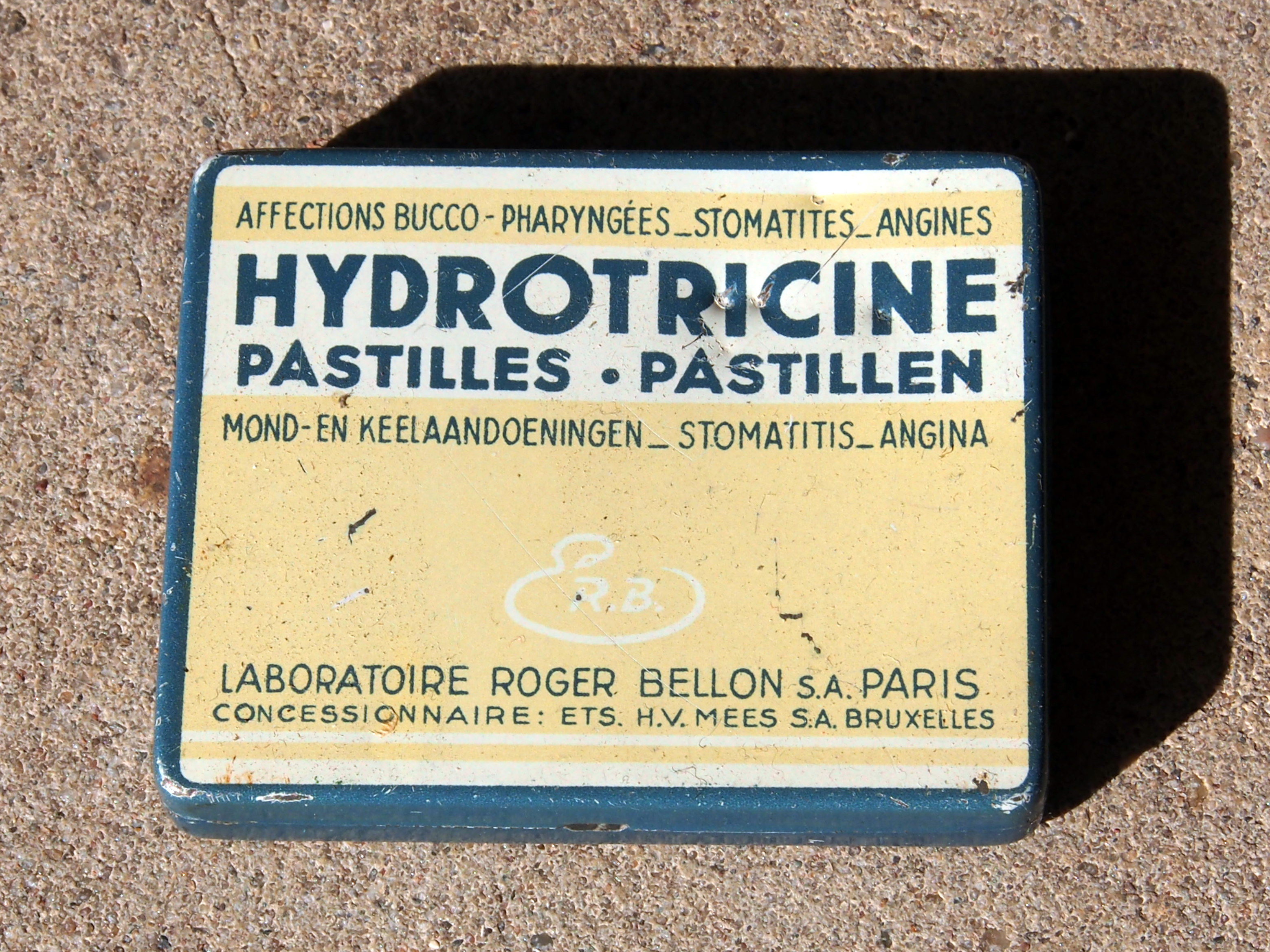
Spécialité pharmaceutique à base de tyrothricine.

En 1933, Roger Bellon, diplômé d'HEC et qui a racheté un petit laboratoire pharmaceutique fonde le « laboratoire Roger Bellon ». Le laboratoire développe des antibiotiques, comme la tyrothricine commercialisée dès 1948. 
En 1950, la poudrerie nationale du Ripault à Monts (Indre-et-Loire) produit et commercialise sous son nom de la pénicilline. La Cour des comptes estimant que cette activité commerciale est incompatible avec le statut de la poudrerie, la production est confiée au laboratoire Roger Bellon.
Au début des années 1960, le laboratoire entame les premières recherches sur la production industrielle de Bacillus thuringiensis à la demande de l'Institut Pasteur, développant ainsi ses activités dans le domaine de la phytopharmacie.
En 1963, l'entreprise est intégrée au groupe Rhône-Poulenc.
En 1983, les activités vétérinaires sont unies avec celles de Rhône-Poulenc pour former Rhone Merieux, qui est a l'origine de la constitution de Merial.
En 1993, le laboratoire Roger Bellon, qui compte alors 390 salariés, fusionne avec Pharmuka, autre filiale de Rhône-Poulenc, pour donner naissance à l'entité « Bellon ».